# Merkucjo
Merkucjo (ang. Mercutio) – drugoplanowy bohater jednej z najsławniejszych tragedii Szekspira – Romea i Julii. Krewny księcia Escalusa (nie należy do rodu Montecchich), najlepszy i najwierniejszy przyjaciel głównego bohatera tragedii – Romea. 
Postać komediowa, której obecność w tragedii stanowi przykład złamania zasady decorum. Jego wypowiedzi są dowcipne, pełne błyskotliwego humoru. Merkucjo wygłasza długie monologi, z których najsławniejszym jest ten o Królowej Mab. 
Merkucjo ginie w walce ulicznej, zabity przez Tybalta bratanka pani Kapulet, broniąc honoru przyjaciela (Romeo odmówił walki, czym naraził się na hańbę). Jego tragiczna śmierć jest postrzegana jako śmierć komedii, a zarazem początek tragedii (umierając, Merkucjo trzy razy „rzuca klątwę” na domy Montecchich i Kapuletich: Zaraza na obydwa wasze domy!). Jednak nawet w chwili śmierci Merkucjo nie powstrzymuje się od żartów i gier słownych. 
Imię Merkucja prawdopodobnie pochodzi od angielskiego przymiotnika mercurial, co oznacza „żywy, ruchliwy, impulsywny” i doskonale oddaje charakter tej postaci literackiej (zob. nazwisko znaczące).